# Kerk van Jerne
De Kerk van Jerne (Deens: Jerne Kirke) is de dorpskerk van de gelijknamige parochie van de Deense Volkskerk in de gemeente Esbjerg, Denemarken.

## Geschiedenis

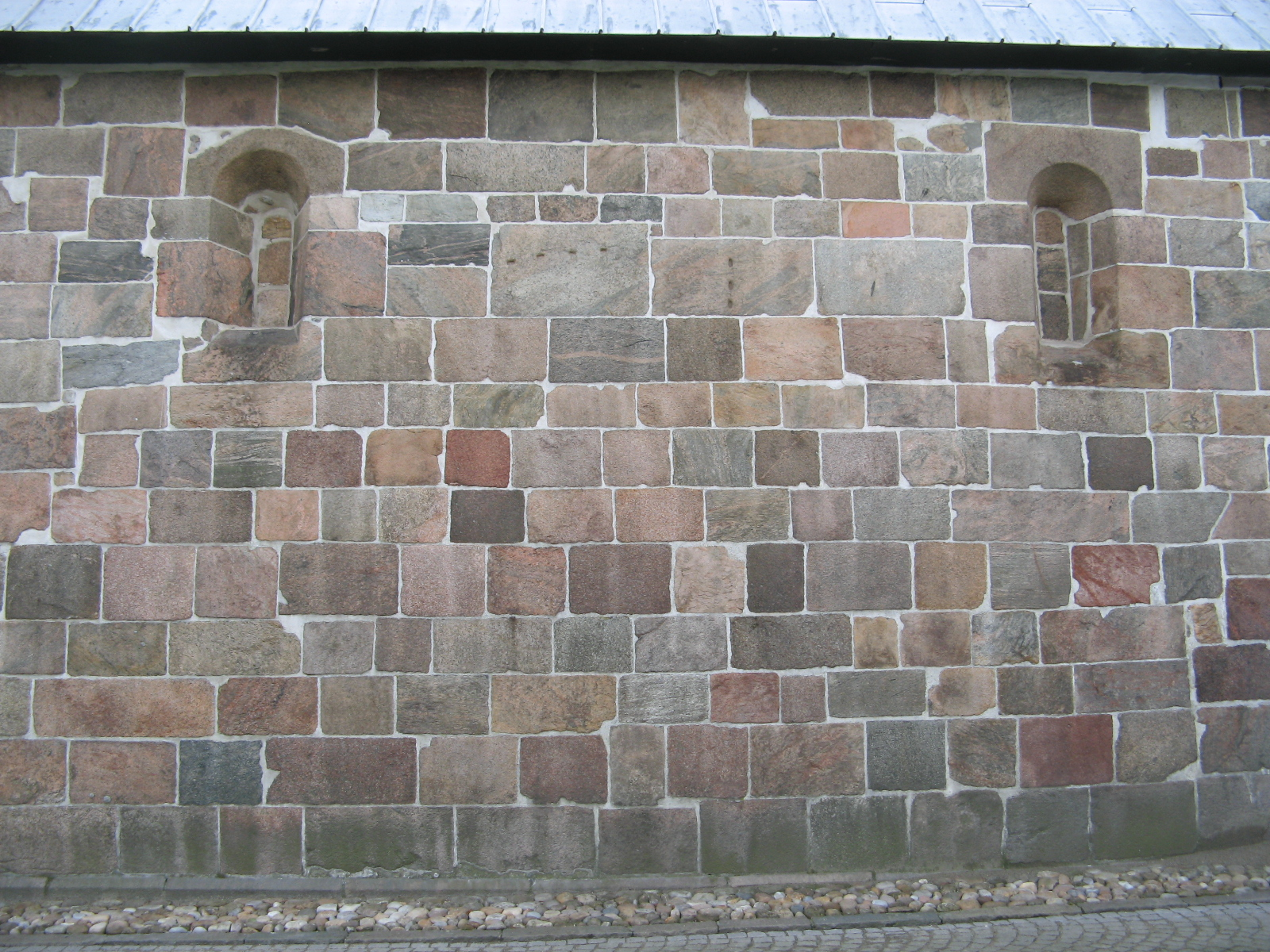
Romaanse nissen

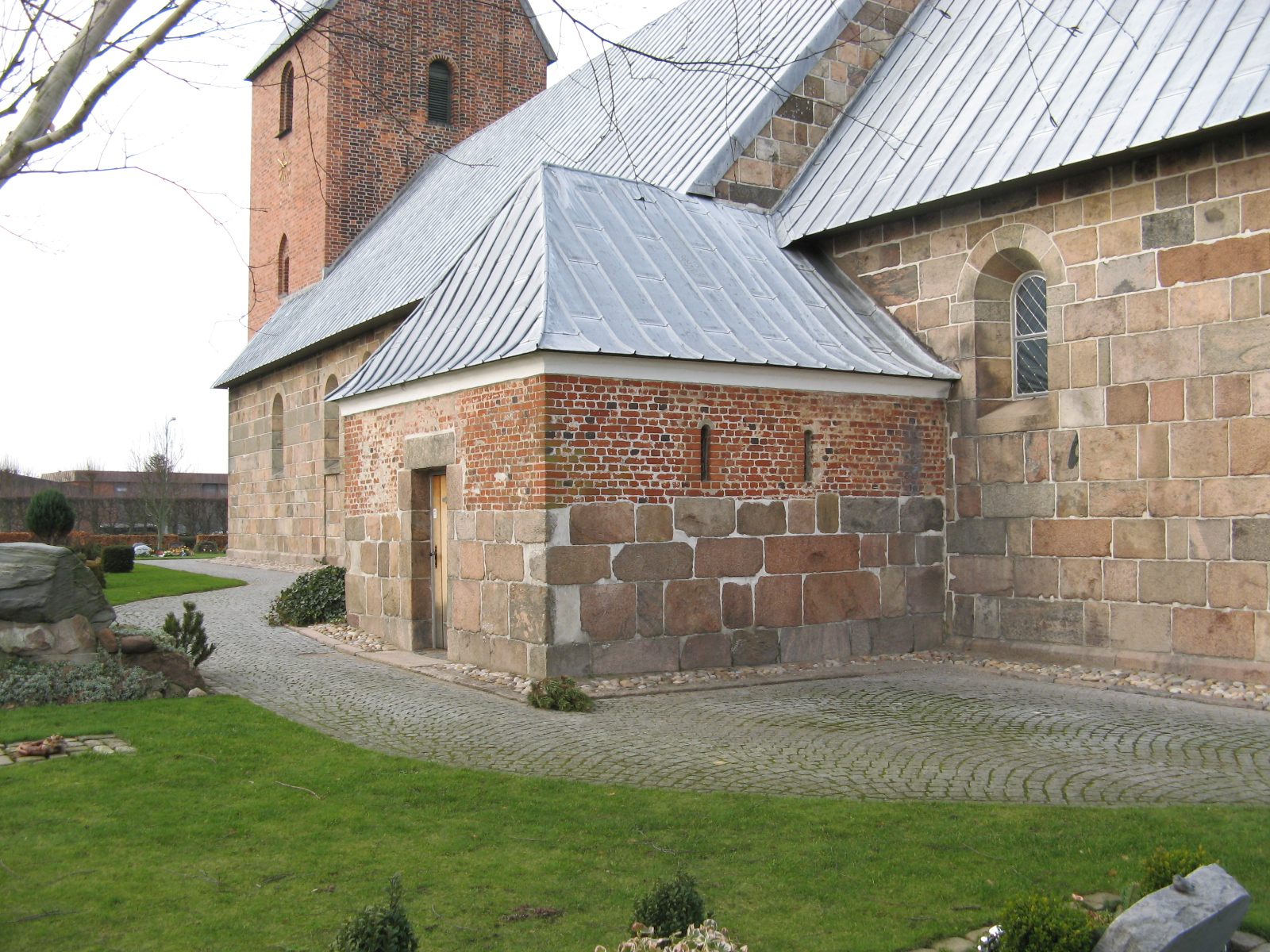
Sacristie

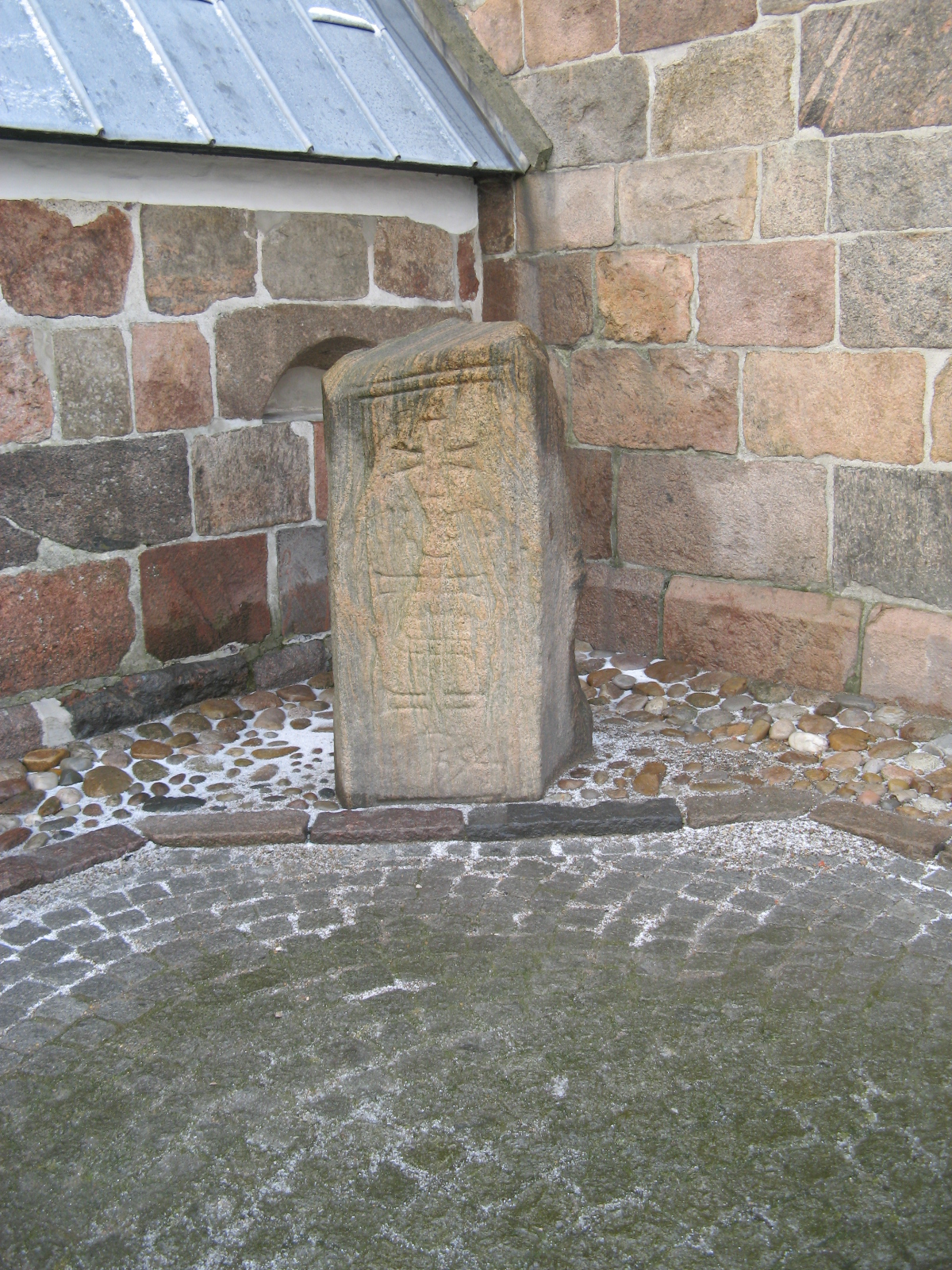
Oude grafsteen

Het kerkgebouw dateert uit de jaren 1100 en werd aan Sint-Maarten gewijd. Zoals de meeste Deense dorpskerken bestond de oorspronkelijke kerk van Jerne alleen uit een schip en een koor. Het koor van de kerk van Jerne werd bovendien afgesloten met een apsis. De oudste delen van de kerk werden gebouwd met grote granieten blokken. Bij een restauratie in 1891 werden nieuwe blokken ingevoegd, die een meer grijzige kleur hebben dan de oorspronkelijke blokken. Het laatmiddeleeuwse altaarstuk van Jerne staat tegenwoordig in de abdijkerk van Løgumkloster, waarvan het middenveld ook een beeld van de patroonheilige van de kerk van Jerne toont.
In de apsis bevindt zich een klein rond venster dat later weer werd heropend. Van binnen wordt dit raam door het altaarstuk aan het zicht onttrokken. Aangenomen wordt dat de apsis gelijktijdig met de kerk en het koor werd gebouwd.
De zadeldaktoren van de kerk werd gebouwd in de jaren 1460. Deze datum kan nauwkeurig worden gegeven op grond van onderzoek van een dwarsbalk, die in 1982 moest worden vervangen en waarvan de kapdatum op 1462 werd bepaald. De toren is omkleed met rode baksteen, hetgeen een resultaat is van de restauratie in 1891. De blindnissen in de oostelijke kant van de toren zijn nog oorspronkelijk, de blindnissen van de westelijke torengevel werden in 1891 opnieuw ingebracht.
De huidige sacristie aan het zuidzijde van het koor werd in 1740 als grafkapel toegevoegd. Het bestaat deels uit granieten blokken en deels uit baksteen en bezit een schilddak. Eerder had de kerk een middeleeuwse sacristie aan de noordzijde, maar deze werd gesloopt voor (of misschien in verband met) de bouw van de kapel.

## Interieur
Het interieur van de kerk is witgekalkt en heeft verder geen muurschilderingen, alhoewel er tijdens de restauratie in 1891 fragmenten van fresco's werden gevonden. Deze fresco's uit circa 1500 werden uitgevoerd door de "Lelie-meester", die meerdere kerken in de regio van fresco's heeft voorzien met het motief van de lelie als veelvoorkomende versiering (vandaar de naam van de meester). Na een studie werden de fresco's niet de moeite waard gevonden om ze te bewaren. Ook werden er resten van muurbeschilderingen ontdekt van na de reformatie, maar deze waren in zeer slechte staat. Oorspronkelijk had de kerk een balkenplafond. Het koor werd rond 1460 voorzien van een gewelf, de overwelving van het kerkschip volgde omstreeks 1500.
Het altaar in de kerk is niet het oorspronkelijke altaar. Het huidige altaarstuk met gedraaide zuilen is een barok kunstwerk uit 1653 en verving een gotisch altaar uit 1475-1500. De schilderijen betreffen van links naar rechts: de doop van Jezus, het Laatste Avondmaal, Jezus in de hof van Gethsemane en in de top de Kruisiging. De beelden aan de vleugels stellen de evangelisten voor, het beeld in de top Christus op de hemelstroon. 
De kerk herbergt een doopvont dat even oud is als de kerk zelf. Aan de voet van het doopvont zijn op de hoeken nog de vage beelden van hoofden te zien.
De preekstoel is een laatgotische werk van rond 1550. De velden van de kuip zijn versierd met gotisch maaswerk met op de hoeken bewerkte zuiltjes bekroond met engelkopjes. Het cirkelvormige maaswerk in het bovenste deel van de velden aan de kuip vormt tegenwoordig het logo van de kerk. Het kleurenschema dateert uit 1944, toen de kansel werd gerenoveerd. Tegelijkertijd met de renovatie van 1944 werd het 19e-eeuwse klankbord verwijderd omdat het geen verband hield met de kanselkuip. Fragmenten van het houtsnijwerk zijn bewaard gebleven in het museum van Esbjerg.
Het grote barokke epitaaf is van Maturin Castensen, die in 1747 stierf.

## Orgel
Sinds 1905 bevindt zich een orgel in de kerk. Het eerste orgel stond op de westelijke galerij van de kerk. Met behoud van onderdelen van het oude Andresen-orgel werd in 1942 door de orgelbouwersfirma Frobenius een nieuw orgel gebouwd. Het werd op de begane grond geplaatst, bij welke gelegenheid ook de toegang tot de kerk door het oorspronkelijke voorportaal werd heropend. Het huidige orgel onder in de toren, dat 20 registers telt, werd in 1977 gebouwd, eveneens door Frobenius. Het werd uitgebreid in 1990 en gerenoveerd in 2000.

## Grafstenen
In het portaal staan vijf grafzerken uit de jaren 1700 van de leden van het geslacht Spangenberg. De zandstenen grafstenen stonden tot 1983 samen met een achttal andere stenen in de zuidwestelijke hoek van het het kerkhof. Een van deze stenen, een granieten steen die zich buiten in de westelijke hoek van het portaal bevindt, is zeer afwijkend en dateert mogelijk uit de middeleeuwen. In ieder geval is de steen niet jonger dan 1594, het jaartal dat in de steen staat gekerfd, maar een latere toevoeging kan zijn. Op de steen staan het Sint-Joriskruis en een groot monogram van de letters IHS gekerfd, met daartussen de initialen K CD.